# Llocnou de la Corona
Llocnou de la Corona, també conegut com a Poblenou de la Corona, és un municipi del País Valencià situat a la comarca de l'Horta Sud. Limita amb Alfafar i Sedaví.

## Geografia
Situat al sud de la ciutat de València, en terreny pla. El seu terme municipal és el més petit de tot l'estat espanyol.

## Història
L'origen de la població fou un convent fundat el 1676, probablement vinculat a la Corona de Jesús, a València. Els frares ocupaven un sol edifici destinat a habitatges dels monjos, i una capella de reduïdes dimensions dedicada a la Coronació de Déu.
A conseqüència de la desamortització de Mendizábal (1835) els frares abandonaren el convent i dissolgueren la comunitat. L'edifici va ser destinat a habitatge i la capella a ser tancada. Alguns llauradors edificaren cases i barraques al seu voltant, i es formà així una xicoteta agrupació de veïns, coneguda com Corona, dintre del terme d'Alfafar.
En el segle xix, aconseguiren separar-se d'aquesta població, però l'ínfim terme de Poblenou va quedar circumscrit a les cases i a l'església de Nostra Senyora del Rosari.

## Política i govern

### Composició de la Corporació Municipal
El Ple de l'Ajuntament està format per 5 regidors. En les eleccions municipals de 26 de maig de 2019 foren elegits 4 regidors del Partit Popular (PP) i 1 regidor del Partit Socialista del País Valencià-PSOE (PSPV-PSOE). Els regidors són elegits pel mètode de les llistes obertes (art. 184 de la LOREG) reservat als municipis de poca població però que no funcionen amb el règim de consell obert. Si hi ha entre 101 i 205 residents, cada formació pot presentar una llista amb un màxim de 5 candidats i cada elector pot donar el seu vot a un màxim de 4 d'entre tots els candidats proclamats. N'ixen elegits els candidats amb major nombre de vots i en cas d'empat es resol per sorteig.
| Eleccions municipals de 26 de maig de 2019 - Llocnou de la Corona                                                                 |                                          |                                     | |                                           |          |          |
| Candidatura | Candidatura                              | Candidatura                         | Candidats                                                                                              | Vots                                      | Vots     | Regidors |
| | Partit Popular                           |                                     | Francisca Llopis Canovas Josefa Alapont Llopis Nicolás Pérez González Rubén Molina Fernández           | 47 ( Sí) · 43 ( Sí) · 40 ( Sí) · 38 ( Sí) | 59,57%   | 4 ()     |
| | Partit Socialista del País Valencià-PSOE |                                     | Manuel Benito Valero Cases Francisco Carrión Puchades Mónica Soriano Llorens Trinidad Puig Ballesteros | 28 ( Sí) · 28 ( No) · 28 ( No) · 27 ( No) | 39,36%   | 1 ()     |
| | Altres candidatures                      |                                     | | 3                                         | 1,06%    | 0        |
| | Vots en blanc                            |                                     | | 0                                         | 0%       |          |
| Total vots vàlids i regidors | Total vots vàlids i regidors             | Total vots vàlids i regidors        | Total vots vàlids i regidors                                                                           | 73                                        | 100 %    | 5        |
| | Vots nuls                                | Vots nuls                           | Vots nuls                                                                                              | 0                                         | 0%       |          |
| Participació (vots vàlids més nuls)                                                                                               | Participació (vots vàlids més nuls)      | Participació (vots vàlids més nuls) | Participació (vots vàlids més nuls)                                                                    | 73                                        | 82,02%** |          |
| Abstenció | Abstenció                                | Abstenció                           | Abstenció                                                                                              | 16*                                       | 17,98%** |          |
| Total cens electoral | Total cens electoral                     | Total cens electoral                | Total cens electoral                                                                                   | 89*                                       | 100 %**  |          |
| Alcaldessa: Francisca Llopis Cánovas (PP) (15/06/2019) Per majoria absoluta dels vots dels regidors (5 vots: 4 de PP i 1 de PSPV) |                                          |                                     | |                                           |          |          |
| Fonts: JEC, JEZ València, M. Interior, Periòdic Ara. (* No són vots sinó electors. ** Percentatge respecte del cens electoral.)   |                                          |                                     | |                                           |          |          |

### Alcaldes
Des de 2019 l'alcaldessa de Llocnou de la Corona és Francisca Llopis Cánovas de PP.
| Període                       | Alcalde o alcaldessa                                       | Partit polític         | Data de possessió              | Observacions                                       |
| ----------------------------- | ---------------------------------------------------------- | ---------------------- | ------------------------------ | -------------------------------------------------- |
| 1979–1983                     | Amadeo Gimeno Romeu                                        | PSPV-PSOE              | 19/04/1979                     | --                                                 |
| 1983–1987                     | Amadeo Gimeno Romeu                                        | PSPV-PSOE              | 28/05/1983                     | --                                                 |
| 1987–1991                     | Amadeo Gimeno Romeu                                        | PSPV-PSOE              | 30/06/1987                     | --                                                 |
| 1991–1995                     | Amadeo Gimeno Romeu                                        | PSPV-PSOE              | 15/06/1991                     | --                                                 |
| 1995–1999                     | Amadeo Gimeno Romeu                                        | PSPV-PSOE              | 17/06/1995                     | --                                                 |
| 1999–2003                     | Amadeo Gimeno Romeu                                        | PSPV-PSOE              | 03/07/1999                     | --                                                 |
| 2003–2007                     | Amadeo Gimeno Romeu                                        | PSPV-PSOE              | 14/06/2003                     | --                                                 |
| 2007–2011                     | José Soriano Orozco Manuel Gimeno Ruiz José Soriano Orozco | PSPV-PSOE PP PSPV-PSOE | 16/06/2007 12/05/2008 14/07/10 | Dimissió/renúncia Moció de censura PSPV+No ads. -- |
| 2011–2015                     | Manuel Gimeno Ruiz                                         | PP                     | 11/06/2011                     | --                                                 |
| 2015–2019                     | Manuel Gimeno Ruiz                                         | PP                     | 13/06/2015                     | --                                                 |
| 2019-2023                     | Francisca Llopis Cánovas                                   | PP                     | 15/06/2019                     | --                                                 |
| Des de 2023                   | n/d                                                        | n/d                    | 17/06/2023                     | --                                                 |
| Fonts: Generalitat Valenciana |                                                            |                        |                                |                                                    |

## Demografia
A data de 2022, Llocnou de la Corona tenia 109 habitants (INE).
| any  | habitants |
| ---- | --------- |
| 1900 | 256       |
| 1910 | 231       |
| 1920 | 217       |
| 1930 | 226       |
| 1940 | 220       |
| 1950 | 187       |
| 1960 | 204       |
| 1970 | 144       |
| 1981 | 121       |
| 1991 | 123       |
| 2000 | 93        |
| 2010 | 130       |
| 2020 | 124       |
| 2022 | 109       |

## Monuments
- Església de la Verge del Rosari.[11] Acabada el 1902 sobre el solar de l'antiga ermita.

## Festes i celebracions
- Festes Majors. Celebra la seua festa major el dia de Corpus Christi, en el mes de juny.[1]